# Navarredonda de la Rinconada
Pour les articles homonymes, voir La Rinconada.
Navarredonda de la Rinconada est une commune de la province de Salamanque dans la communauté autonome de Castille-et-León en Espagne.

## Géographie

### Communes limitrophes
|                           | Tejeda y Segoyuela               |                       |
| La Rinconada de la Sierra | Navarredonda de la Rinconada     | Escurial de la Sierra |
|                           | La Bastida, San Miguel de Valero |                       |

## Démographie
Évolution démographique depuis 1900
| 1900 | 1910 | 1920 | 1930 | 1940 | 1950 | 1960 | 1970 | 1981 | 1991 | 2000 | 2014 | 2017 | 2019 |
| ---- | ---- | ---- | ---- | ---- | ---- | ---- | ---- | ---- | ---- | ---- | ---- | ---- | ---- |
| 709  | 734  | 744  | 722  | 773  | 808  | 650  | 592  | 505  | 312  | 278  | 194  | 173  | 169  |